# Dietrich von Bern

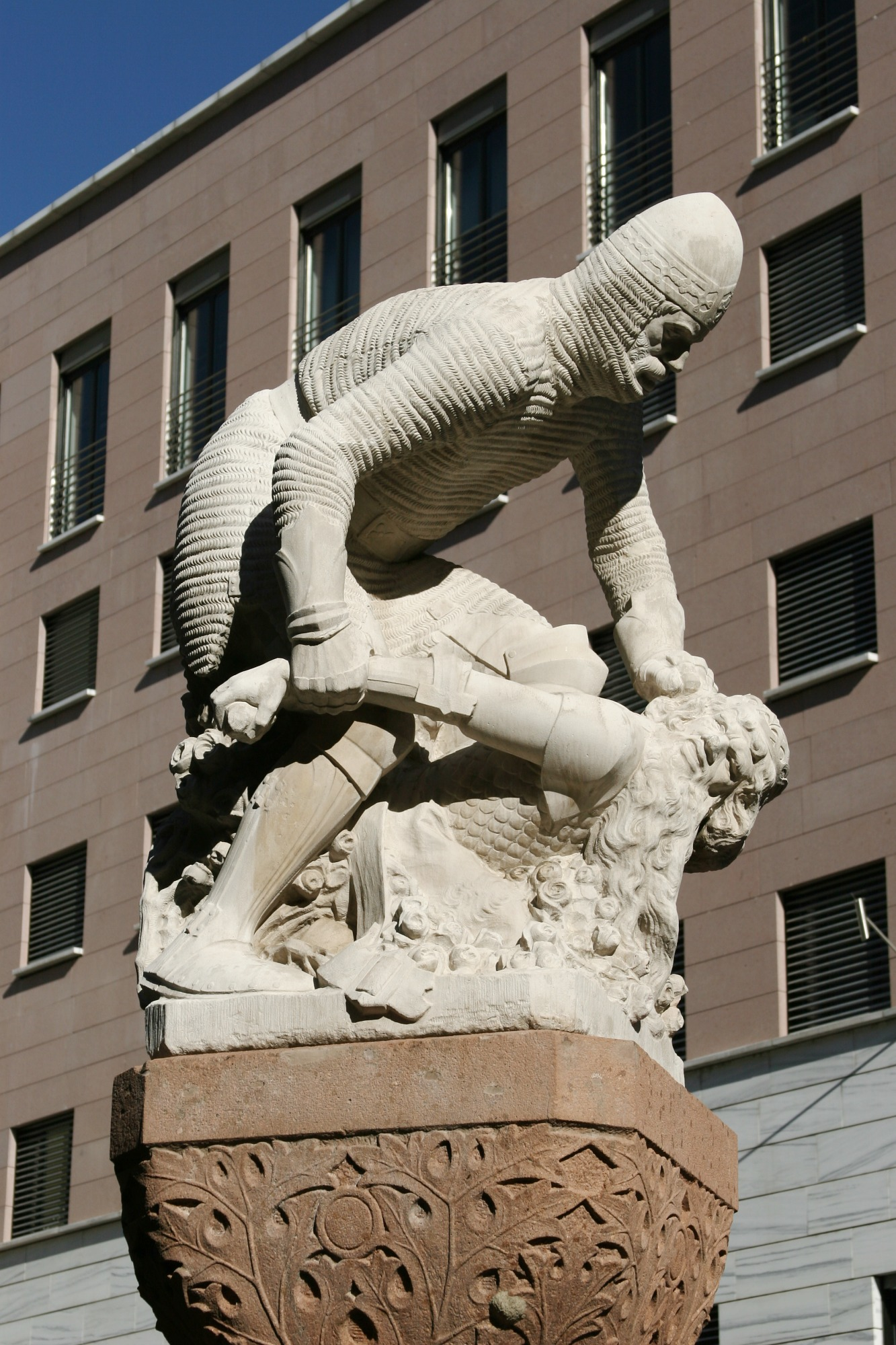
Laurin-Brunnen in Bozen: Dietrich von Bern kämpft mit Laurin

Dietrich von Bern (benannt nach dem Ortsnamen Bern, mittelhochdeutsch für Verona) ist eine der bekanntesten Sagenfiguren des deutschen Hoch- und Spätmittelalters. Schriftliche Zeugnisse als Heldenlied (Hildebrandslied), Epos (Dietrichepik) oder Prosa (Heldenbücher) lassen sich zwischen dem 9. und 16. Jahrhundert nachweisen, die mündliche Überlieferung ist sicherlich älter. Eine Rolle spielt Dietrich auch im Nibelungenlied. Neben den elf mittelhochdeutschen Dietrichepen in Versen, die immer nur Episoden aus dem Heldenleben Dietrichs zum Thema haben, stellt die skandinavische Thidrekssaga – überliefert in Varianten auf Norwegisch, Schwedisch und Isländisch – einen Sonderfall der Überlieferung dar, weil sie die gesamte Vita des Helden nach (unbekannten) niederdeutschen Quellen in Prosa erzählt. Bereits im Mittelalter wurde Dietrich mit Theoderich dem Großen in Verbindung gebracht. Trotz vergleichsweise weniger Gemeinsamkeiten wurde damals wie heute mehrheitlich angenommen, dass Dietrich von Bern direkt auf jenen Ostgotenkönig zurückgeht.

## Das Leben des Dietrich von Bern in der Sage

### Kern der Dietrichsage
Dietrich wächst als Königssohn in Bern auf, das in der Regel mit der italienischen Stadt Verona (Welschbern), seltener auch mit der Stadt Bonn am Rhein identifiziert wird. Er hat einen Waffenmeister namens Hildebrand, der bis ins hohe Alter bei ihm bleibt. Er sammelt einen Kreis von Kampfgenossen (zwölf beziehungsweise elf) um sich und wird nach dem Tod seines Vaters König von Bern. Dietrich vollbringt große Heldentaten. So ist er neben Wolfdietrich, Beowulf, Sigfried (bzw. Sigurd) und dessen Vater Sigmund einer der wenigen germanischen Sagenhelden, denen ein Sieg über einen Drachen angedichtet wird. Jedoch ist er nicht immer imstande, seine Gegner aus eigener Kraft zu besiegen. Wittich (altwestnordisch Vidga) etwa, sein späterer Kampfgenosse, ist ihm wegen seines besseren Schwertes überlegen. Ecke, ein Riese, zeigt sich ihm beim Zweikampf ebenbürtig; wird von Dietrich nach einem schweren Zweikampf getötet, indem er ihn erst bis zur Erschöpfung niederkämpft und anschließend durch die ungeschützten Stellen seiner Rüstung ersticht. Ecke lebt jedoch noch und bittet Dietrich, ihn zu enthaupten. Odoaker (in einigen Überlieferungen wie der Thidrekssaga auch Sigurd) kann er mit Hilfe des von dem Meisterschmied Wieland hergestellten Schwertes Mimung besiegen. Eines Tages wird Dietrich von seinem Onkel Erminrik vertrieben und ist gezwungen, bei König „Attila“ (in mittelhochdeutschen Überlieferungen Etzel genannt) ins Exil zu gehen. Einen Versuch, sein Reich zurückzuerobern, gibt er trotz gewonnener Schlacht (Rabenschlacht) auf, da sein Bruder und Attilas Söhne hier fallen. Er unterstützt diesen bei vielen Kämpfen. Beim Kampf des Königs mit den Nibelungen versucht er zuerst zu vermitteln. Im Verlauf der Schlacht stellt er sich auf Attilas Seite.
In hohem Alter kehrt er ohne Heer zusammen mit seinem Waffenmeister in sein Reich zurück und gewinnt wieder die Herrschaft.

### Überlieferung der Thidrekssaga
Die Thidrekssaga stellt als einzige mittelalterliche Quelle das gesamte Leben des Thidrek bzw. Dietrich von Bern dar.
Thidrek wächst am Hof seines Vaters, König Thetmar von Bern, auf; ihn und seinen Waffenmeister Hildebrand verbindet eine tiefe und lebenslange Freundschaft. Bereits als junger Mann besteht er Abenteuer, die ihn als Kämpfer berühmt machen. Das wichtigste hiervon ist zweifellos der Kampf mit dem Riesen Grim, bei dem er mit der Hilfe des Zwerges Alfrik (der Name entspricht genau nhd. Alberich) den Helm Hildegrim und das Schwert Nagelring gewinnt, das er nun eine Zeit lang führt.
Aufgrund seines Ruhmes kommen nun andere junge Recken nach Bern, teils um sich Thidrek anzuschließen, teils um sich mit ihm im Waffengang zu messen. Einer davon ist Heime, der Sohn des berühmten Rossezüchters Studas, der sich Thidrek nach dessen Sieg im Zweikampf als Gefolgsmann anschließt und ihm als Geschenk einen Hengst seines Vaters mit dem Namen Falke verschafft, den Thidrek dann bei seinen weiteren Abenteuern reitet. Eine weniger freundliche Aufnahme findet der inkognito reisende Sohn Vidga (vgl. Wittich in oberdeutscher Heldenepik) von Velent („Wieland“) dem Schmied, der ihm das Schwert Mimung überlassen hat. Thidrek – bis jetzt in jedem Kampf siegreich und voll von jugendlichem Hochmut – droht Vidga an, ihn an den Zinnen Berns aufhängen zu lassen. Doch Thidrek hat weder mit Vidgas außergewöhnlichem Schwert noch mit dessen Kampfgeschick gerechnet – einzig Hildebrands Eingreifen, dem Vidga freundschaftlich zugetan ist, bewahrt den Berner vor einer vollständigen Niederlage. Hildebrand vermag es auch, die Kämpen zu versöhnen und dazu zu bringen, einander als gleichrangige Waffenbrüder anzuerkennen.
Um die erhaltene Schmach wettzumachen, beschließt Thidrek, den berühmten Kämpen Ecke herauszufordern, der das von Alfrik geschmiedete Schwert Eckesachs an sich gebracht hat. Auch dieser Kampf ist für Thidrek alles andere als einfach; dass er glücklich endet, hat er nur seinem Pferd Falke zu danken, das Ecke – als es Thidrek in Todesgefahr ahnt – durch einen Huftritt tötet. Am folgenden Tag kommt es zur Konfrontation mit Eckes Bruder Fasolt; auch in diesem Kampf bleibt Thidrek siegreich und die beiden schwören einander Freund- und Bruderschaft, werden also, anders als im mittelhochdeutschen Eckenlied, Waffenbrüder. Thidreks Schwert ist fortan Eckesachs, Heime erhält Nagelring zum Geschenk.
Nach dem Tode seines Vaters wird Thidrek König von Bern. Bei einem Gelage, zu dem er auch seine Freunde König Gunnar (vgl. Gunther im Nibelungenlied) von Niflungenland und dessen Brüder Hǫgni (vgl. Hagen im Reimepos), Gernoz (vgl. Gernot in oberdeutscher Dichtung) und Gisl(h)er (vgl. Giselher im Nibelungenlied) eingeladen hat, rühmen sich der junge König und seine elf Tischgenossen, darunter Hildebrand, Vidga und Heime, als unübertreffliche Krieger, die nicht ihresgleichen hätten. Doch Herr Brand, der „Weitgereiste“, erhebt Einspruch – König Isung von Bertangenland und seine zehn Söhne seien mindestens ebenso tüchtig, und sein Bannerträger Sigurd („Siegfried“) sei sogar Thidrek gewachsen. Thidrek – von Zorn entbrannt – und seine Tischgenossen schwören, sich bereits am nächsten Tage auf die Reise zu machen, um sich mit Isung und Sigurd im Kampf zu messen. Im Bertangenland angekommen, verlaufen die Dinge allerdings nicht so, wie gedacht. Nur Vidga kann bei den sportlichen Zweikämpfen – nicht zuletzt wegen seines Schwertes Mimung – einen Sieg verbuchen; alle anderen, auch Gunnar und Hǫgni, müssen sich geschlagen geben. Umso mehr hoffen die Berner auf Thidrek, der im zwölften und letzten Kampf gegen Sigurd antreten soll. Doch Sigurd, der Mimung in Aktion gesehen hat, will nicht gegen ein so überlegenes Schwert kämpfen und lässt Thidrek schwören, dass er es beim Kampf nicht benutzen wird. Thidrek tut das, doch Sigurd erweist sich als der schwierigste Gegner, dem Thidrek bislang gegenüberstand. Auch nach zwei durchkämpften Tagen hat keiner der beiden auch nur eine Wunde erhalten. Thidrek, frustriert und wütend über seine Sieglosigkeit, kann Vidga schließlich dazu überreden, ihm Mimung auszuleihen, das ihm am dritten Tage auch tatsächlich den Sieg schenkt, wenngleich durch einen Trick: Am dritten Tage schwört Thidrek nämlich, er wisse Mimungs Spitze nicht über dem Boden und seinen Griff in keines Mannes Hand, während er sich mit dem Rücken dagegenlehnt. Zwar durchschaut Sigurd den Betrug, zieht es aber dennoch vor, sich geschlagen zu geben, und schwört Thidrek Gefolgschaft. Thidrek, dem die ganze Sache unangenehm ist, vermittelt eine für Sigurd sehr ehrenvolle Hochzeit zwischen Sigurd und Gunnars Schwester Grim(h)illd (vgl. Kriemhild im Nibelungenlied), nicht wissend, dass Sigurd bereits mit Brünhild verlobt war.
Als Thidreks Onkel Erminrik, der in „Rom“ oder „Roma Belgica“ regiert, mit einem großen Heer auf Bern marschiert, um die Herrschaft an sich zu reißen, flieht Thidrek mit seinen Getreuen zu einem „Attila“, ein friesischer Königssohn und Herrscher über „Hunaland“. Er lebt viele Jahre an dessen Hof und hilft ihm in zahlreichen Kämpfen gegen feindliche Könige. Zum Dank leiht Attila ihm ein Heer, damit er sein Berner Reich zurückerobern könne. In der Schlacht bei Gränsport, die mit der Rabenschlacht gleichgesetzt werden kann, erringt Thidrek zwar den Sieg, doch zieht er sich zurück, weil sein Bruder und Attilas Söhne von Vidga, der schon vor Thidreks Vertreibung bei Erminrik Dienst genommen hatte, getötet wurden. Attila verzeiht Thidrek den Tod seiner Söhne, und dieser lebt weiterhin an dessen Hof.
Unterdessen wird Sigurd im Niflungenland von Hǫgni ermordet. Sigurds Witwe Grimhild wird danach Attilas Gemahlin. Als König Gunnar mit viel Gefolge seine Schwester bei König Attila besucht, kommt es zum Kampf zwischen Niflungen und Hunen. Thidrek kann sich anfangs nicht entscheiden, kämpft aber schließlich auf Seiten der Hunen. Am Ende des Gemetzels sind alle Niflungen, etliche Hunen und sämtliche Gefolgsleute Thidreks tot. Nach diesem Vorfall beschließt Thidrek, nur mit seiner Frau Herat und Hildebrand nach Bern zu reiten, da er gehört hat, dass dort jetzt Hildebrands Sohn herrscht. Als Thidrek in Bern eintrifft, beschließen die Berner, ihn als König anzuerkennen, und folgen ihm in den Kampf gegen Sifka („Sibich“), Erminriks Nachfolger. Thidrek siegt und besteigt den Königsthron in „Rom“, das nun auch zu seinem Reich gehört. Nach dem Tod König Attilas fällt Thidrek auch dessen Reich zu, da Attila keinen Thronerben hinterlässt. Als Thidrek bereits ein alter Mann ist, bricht er auf, um Vidga zu finden und Rache zu üben. Er stellt ihn zum Kampf und tötet ihn, doch auf dem Heimweg erliegt auch er seinen schweren Verletzungen. Thidreks Kampf mit Vidga findet sich allerdings nur in der schwedischen Fassung.

### Abweichende Überlieferung in der Edda
Der von der Lieder-Edda überlieferte Dietrich weilt nach ihrem dritten Gudrunlied, der Guðrúnarkviða in þriðja, am Hof von König Atli („Attila“). Hier wird Gudrun, in der Thidrekssaga Grimhild und im Nibelungenlied Kriemhild, des Beischlafs mit Dietrich bezichtigt, der in der Schlacht gegen ihre Brüder Gunnar und Hǫgni sein Aufgebot von dreißig Kämpfern verloren haben soll. Mit dieser Angabe muss jedoch offenbleiben, ob die Quelle oder Vorstufe dieses Gudrunlieds auf die in anderen Überlieferungen identisch genannte Exildauer von Dietrich und Hildebrand anspielen konnte.
Die altskandinavische Vorzeitsaga Ásmundar saga kappabana liefert mit Hildibrands Sterbelied eine Adaption vom älteren niederdeutschen Hildebrandslied und lokalisiert den Handlungsraum und das „hunnische Reich“ ihres Protagonisten zwischen Dänemark, Sachsen und dem Rhein, wo diese Saga schließlich über Hildibrands Tod berichtet.

## Sage und historische Realität

### Gemeinsamkeiten und Unterschiede zwischen Theoderich dem Großen und Dietrich von Bern
Die Sagengestalt des Dietrich von Bern wurde schon von den mittelalterlichen Geschichtsschreibern (etwa in den Quedlinburger Annalen) mit dem Ostgotenkönig Theoderich dem Großen in Beziehung gesetzt, obwohl sich nur wenige Ähnlichkeiten zwischen dem historischen Theoderich und dem Sagen-Dietrich finden lassen:
- Bern (genauer Welschbern) ist der deutsche Name für Verona, das im Reich Theoderichs des Großen lag. Sein Regierungssitz lag zwar in Ravenna, doch hatte eine der Entscheidungsschlachten zwischen Theoderich und seinem Gegner Odoaker zwischen 489 und 490 bei Verona stattgefunden.
- Der Vater Dietrichs hieß Dietmar, der Vater des historischen Theoderich Thiudimir.
- Die Amelungen der Sage werden oft mit dem Geschlecht der Amaler gleichgesetzt.
- In den ältesten Versionen der Sage tritt Odoaker als Dietrichs Widersacher auf, was auch auf den historischen Theoderich den Großen zutraf.

Daneben gibt es aber zahlreiche große Unterschiede zwischen Geschichte und Sage:
- Theoderich der Große wurde nicht in Verona geboren, das Teile der Forschung als den aus ottonischer Zeit stammenden zweiten Namen für Bonn mit dem rheinischen Sitz von Dietrich in Verbindung gebracht haben. Seine Jugend verbrachte er ebenfalls nicht dort, sondern in Konstantinopel am Hof des oströmischen Kaisers Leo I.
- Für seinen Aufenthalt am Kaiserhof als ausgehandelte Friedensgeisel ist Odoaker nicht verantwortlich.
- Der Traditionskern der Fluchtsage beruft sich weder auf einen west- noch oströmischen Kaisersitz, sondern auf einen Hunnenherrscher, der Dietrich nach seiner Vertreibung aus seinem Reich aufgenommen haben soll.
- Der historische Theoderich kehrte nicht als Vertriebener nach Italien zurück, sondern er eroberte es mit anfänglicher Einwilligung Ostroms und ermordete Odoaker, nachdem er ihn in der Rabenschlacht besiegt hatte.
- Der erst ca. 455 geborene Theoderich der Große war kein Zeitgenosse des bereits 453 verstorbenen Hunnenkönigs Attila (Etzel).
- Der Gotenkönig Ermanarich verlor bereits 375 den Kampf gegen die Hunnen.
- Das italienisch unterstellte Rom der Sage hat weder er noch Odoaker jemals als Herrschersitz belegt.
- Die Todesberichte über den historischen Odoaker und Ermanarich widersprechen den Kausalzusammenhängen von sämtlichen Sagendarstellungen.
- Das „Raben“ der Rabenschlacht wird mit dem von Theoderich eroberten Ravenna gleichgesetzt, doch nach der Sage muss Dietrich – trotz des Sieges – ins Hunnenreich zurückkehren.

Diese Unstimmigkeiten zwischen Dietrichssage und z. B. der Gotenchronik des Jordanes fielen bereits Frutolf von Michelsberg auf. Er hatte um 1100 in seiner Weltchronik auf diesen Widerspruch hingewiesen, und spätere Historiker versuchten, den Widerspruch durch Neuerfindungen zu erklären: Beispielsweise, indem Dietrich einen gleichnamigen Großvater zugeschrieben bekommt, der dann als Zeitgenosse Etzels aus Meran vertrieben wurde (siehe oben unter Überlieferungsgeschichte).

### Unterschiede zwischen Theoderich und Dietrich in der Thidrekssaga
- Bis auf die Namen ihrer Väter liegen keine weiteren genealogischen Übereinstimmungen vor.
- Theoderich entstammt dem Geschlecht der Amaler, Dietrichs Herkunft ist dagegen „hispanisch“ und wird nach den Handschriften nirgends einem lediglich völkischen Gebiet untergeordnet, über das die sogenannten „Amelungen“ verfügen.
- Theoderichs Vater Thiudimir hatte mit seinen Brüdern Valamir und Vidimir auf Attilas Seite in dessen Feldzug nach Gallien (um 450) gekämpft. Selbst unter der Annahme, dass Dietrichs Linie von fränkischen Herrschern repräsentiert werde, liefert die Thidrekssaga zu diesem geschichtlichen Ereignis jedoch keine motivische oder handlungsbasierte Darstellung.
- Im Gegensatz zu Dietrich wird Theoderich nirgends mit zwölf Vertrauens- bzw. Gefolgsmännern in Verbindung gebracht. Jedoch berichten die Quedlinburger Annalen zum Jahr 532 über den fränkischen Theoderich (Theuderich I.) mit seinen zwölf edelsten Vertrauensmännern auf sächsischem Gebiet.
- Über Theoderich werden keine annähernd vergleichbare Wett- oder harte Entscheidungskämpfe überliefert, vgl. dagegen Dietrich mit Sigurd und Hǫgni.
- Dietrich führte einen Rachefeldzug gegen den Herrscher, der ihn im Erwachsenenalter ins Exil getrieben hatte. Über Theoderich, der nach Jordanes’ Angaben im Alter von acht Jahren für zehn Jahre als Geisel nach Byzanz überstellt wurde und nach seiner Rückkehr zunächst Führungsaufgaben an der Seite seines Vaters ausübte, wurde hierzu jedoch kein Flucht- oder Vergeltungsmotiv überliefert.
- Im Gegensatz zu der politisch abgesprochenen Ankunft Theoderichs bei dessen Vater wird Dietrichs Rückkehr nach Bern mit einem dramatischen Kampf zwischen seinem Gefährten Hildebrand und dessen Sohn Alebrand überliefert.
- Theoderich unterstützte keinen Hunnenherrscher in dessen Kämpfen mit weiter nördlichen oder nordöstlichen Völkern.
- Theoderich war im Gegensatz zu Dietrich kein Augenzeuge vom Untergang jenes Volkes, das entweder als „Burgunden“, „Nibelungen“ oder „Niflungen“ bezeichnet wird.
- Theoderich tötete eigenhändig seinen Erzrivalen Odoaker im Ravennater Kaiserpalast ad Lauretum, jedoch starb Dietrichs Vertreiber und Erzfeind an Fettleibigkeit. Sein nicht von Dietrich getöteter Nachfolger fiel im Gebiet vor „Rom“, wo Dietrich erneut gekrönt wird.

## Entstehung der Sage nach der vorherrschenden Lehrmeinung
Die heutige Germanistik betrachtet die Epen und Chroniken, die sich mit Dietrich von Bern befassen, nicht mehr als Teil der Geschichtsschreibung wie der Chronist der Quedlinburger Annalen. Sie richtet den Fokus vor allem auf jene Funktion, die die Nennung von großen Namen und Geschehnissen aus der Geschichte für die mittelalterlichen Zuhörer eines vorgetragenen Heldenliedes oder Heldenepos (wie beispielsweise die Rabenschlacht) hat: Stiftung und Erhaltung von Identität in Gemeinschaften, die besonderen Ereignissen der Völkerwanderungszeit ausgesetzt waren. Historische Fakten (häufiger Verlust von Heimat, aber auch wiederholter Gewinn neuer Gebiete nach schweren Kämpfen, wie es die Ostgoten erlebten) wurden offenbar mit Hilfe traditioneller literarischer Muster (Vertreibung aus der Heimat und Rückkehr in die Heimat, Verwandtenverrat) umformuliert, um das Geschehen zu erzählen. Das Ergebnis einer Sagenentwicklung, welche sich an bekannten Erzählmotiven und Hauptfiguren orientiert, ist demnach eine einfachere Welt, eben die Sagenwelt. Der Germanist Joachim Heinzle schreibt: „Die Synchronisierung von Ereignissen und Personen, die verschiedenen Zeiten angehören, zielt auf die Konstruktion einer geschlossenen Heldenwelt, in der alles mit allem zusammenhängt und jeder mit jedem zu tun hat.“ Dieses Verfahren der Synchronisierung historischer Ereignisse und Personen aus verschiedenen Zeiten bei der Erdichtung der heroischen Welt wurde bereits vom lutherischen Theologen und Historiker Cyriacus Spangenberg 1572 in der Mansfeldischen Chronik entdeckt. Er schreibt, man habe das Auseinanderliegende zusammengezogen: Damit man der alten Deutschen hin vnd wider geschehene tapffere Tathen / als hetten sie sich auff eine zeit begeben / gleich als in einem Liede zu singen / beysammen hetten / […].
An der literarisierten Figur des Ermanarich lässt sich diese Synchronisierung, von der Heinzle schreibt, gut zeigen: In der ersten schriftlichen Überlieferung, dem Hildebrandslied aus dem 9. Jahrhundert, taucht sie nicht auf. In diesem ist es Odoaker, vor dessen Hass Dietrich hat fliehen müssen. In den Quedlinburger Annalen (um 1000) wird Ermanarich/Ermenrich als Herrscher aller Goten genannt, der Theoderich auf Anraten Odoakers aus Verona vertrieben habe. Nach Ermenrichs Tod habe Theoderich wiederum Odoaker aus Ravenna vertrieben. Die Rolle Odoakers entspricht in dieser Fassung der Rolle des Sifka aus der Thidreksaga bzw. Sibiche aus dem Epos Dietrichs Flucht. In späteren Werken – wie eben der Thidrekssaga – verschwindet der Name des Odoaker dann ganz und wird durch den des Sifka ersetzt. Dies geschieht vielleicht deshalb, weil der Name des Odoaker (bzw. dessen realhistorische Reminiszenz) nicht zu der – vermutlich schon vor Ausbildung der Dietrichsage vorhandenen – Sage passt, wie sie bereits im Skáldskaparmál, dem dritten Teil der Snorra-Edda (1220–25), überliefert ist. In dieser ermordet Ermanarich/Jörmunrekkr durch Einwirken des heimtückischen Ratgebers Bikki seinen Sohn Randwer und seine Ehefrau Swanhild. Anzumerken ist hierbei, dass Odoakers Frau Sunigilda hieß, was vielleicht auf Swanhild anklingt.
Umgekehrt kann eine solche Synchronisierung auch zurückgenommen werden: In einer in Druck erschienenen Version des Eckenlieds (ab 1491) wird erwähnt, dass Dietrich das von Ecke gewonnene Schwert nur einmal benutzt habe, nämlich als er in der Regierungszeit des Kaisers Zeno(n) die Lombardei von dem Usurpator Odoaker befreite. Dies entspricht eigentlich wieder den historischen Fakten. Demnach passte sich die Sage offenbar zumindest in Einzelfällen auch wieder an die (wieder) bekannt gewordene Geschichtsschreibung an. Das Eckenlied schildert nur eine Abenteuer-Episode und ist somit weniger als das Epos von Dietrichs Flucht auf Darstellung eines historischen Kontinuums angewiesen.

### Verbindung zu Attila
Die Verschränkung der Sagen um Etzel mit der Dietrichs von Bern lässt sich nicht so genau zurückverfolgen wie im Falle Ermanarichs, da sie schon beim älteren Hildebrandslied vorhanden ist. Wahrscheinlich 427 wurden die pannonischen Ostgoten von den Römern vertrieben und flohen zu den Hunnen, wobei die drei noch minderjährigen Amalerprinzen, darunter Theoderichs Vater, durch den Getreuen Gensimund beschützt wurden. Die pannonische Ostgotengruppe fand Aufnahme bei den Hunnen, die von Rua (Ruga), Attilas Onkel, geführt wurden. Theoderichs Vater und seine Brüder kämpften dann als Vasallen auf Attilas Seite, so unter anderem bei der Schlacht auf den Katalaunischen Feldern 451. 452 fiel Attila auch in Italien ein, musste sich jedoch wieder zurückziehen. 454 dann wurde das Hunnenreich zerschlagen, wobei Attilas Sohn Ellac in der Schlacht am Nedao fiel. Erst nachdem sich die Hunnen aus Westeuropa zurückgezogen hatten, wurden die Ostgoten zu Vasallen Ostroms. Dieses siedelte die Ostgoten wieder in Pannonien (mithin nach ungefähr 30 Jahren) an und zur Sicherung des Friedens wurde der damals 8-jährige Theoderich im Jahre 459 als Geisel nach Ostrom geschickt. Im Alter von höchstens 17 Jahren kehrte er zu seinem Vater Thiudimir nach Pannonien zurück. Nach dem Tod seines Vaters führte er auch im Auftrag Ostroms mehrere Feldzüge durch, für einen dieser Feldzüge wurde er mit einem Triumphzug und Reiterstandbild in Konstantinopel geehrt. Als er 489 nach Italien gegen Odoaker zog, hatte er ca. 30 Jahre im Dienste Ostroms zugebracht. Dies mag vielleicht ebenfalls das Vorbild für das 30-jährige Exil des Sagen-Dietrich geworden sein. Diese 30-jährige Zeit im Dienste Ostroms, der der Einzug nach Italien folgte, mag der historische Baustein gewesen sein, aus dem in der Sage dann das 30-jährige Exil am Hof des Hunnenkönigs wurde, dem der Einzug in Italien folgte.
Ostrom, in dessen Dienst Theoderich gestanden hatte, begann schon zu Theoderichs Zeiten, den ehemaligen Verbündeten zu bekämpfen, und war auch Gegner des nachfolgenden Langobardenreiches. Damit eignete sich Ostrom nicht als Ort des Exils in der sich entwickelnden Sage. Möglich ist, dass der Hunnenkönig Etzel bei Ausbildung der Sagenepisode von Theoderichs Flucht selbst schon zum Herrscher der Völker verklärt worden war. Der Etzelhof als Zufluchtsort in der Fluchtfabel scheint zum damaligen Verständnis der Geschichte zu passen. Die heute bekannte Ungleichzeitigkeit der Lebensläufe von Attila und Theoderich war den Zeitgenossen vielleicht gar nicht bewusst.

### Dietrichs Flucht
Der Kern der Fluchtfabel, die Vertreibung Dietrichs, findet dagegen in Theoderichs Leben keine Parallele, siehe auch Abschnitt Literarhistorische Deutungen von Dietrichs Flucht. Über diese lassen fachwissenschaftliche Ansichten jedoch keinen Konsens erkennen. Insoweit könnten die Epen über Dietrichs Flucht auf einem Mythos beruhen, der schon zu seinen Lebzeiten entwickelt wurde, um die Ermordung Odoakers zu rechtfertigen, aber auch der Einfluss eines älteren oder anderen Sagenguts könnte eine Erklärung sein. Jordanes berichtet um 550, also nach Theoderichs Tod, dass Theoderichs Vorfahr durch Ermanarichs Sohn Hunimund vertrieben worden sei und der vertriebene Teil der Ostgoten sich zunächst in Pannonien angesiedelt habe. Möglicherweise, so nach der Meinung einiger Vertreter der Textforschung, sollte das entstandene Ostgotenreich als das Reich dargestellt werden, in welchem Goten nach den bewegten Zeiten, die sie seit der Zerstörung von Ermanarichs Gotenreich im Jahre 375 erlebt hatten, eine neue Heimat gefunden hatten. Die Fabel von Flucht und Rückkehr, so andere philologische Ansichten, könnte bereits vor der Dietrichsage aus missgünstigen dynastischen Verhältnissen entstanden sein und in der bewegten Zeit der Völkerwanderung, mit ihren ständig wechselnden Besitz- und Machtverhältnissen, eine große Anziehungskraft besessen haben.
Theoderichs Herrschaft bedeutete für Italien nach langen Jahren des Krieges eine Friedensperiode mit einer letzten Blüte der Spätantike in Italien. Die langen Jahre des Krieges bis zum Ende des Ostgotenreiches, die seinem Tode folgten, mögen die Erinnerung an diese Friedenszeit noch zusätzlich verklärt haben. Auch hatte Theoderich den Rest der von Chlodwig besiegten Alemannen im süddeutschen Raum beschützt. Für die Hauptfigur einer Fabel, in welcher ein König aus seinem Reich vertrieben wird und es wieder zurückgewinnt, mag der historische Theoderich das literarisch weiter interpretierbare Vorbild verkörpern. Geschichten, in der ein zu Dietrich verklärter Theoderich eine Rolle spielte, könnten somit mit Wohlwollen gehört worden sein.

### Theoderichs und Dietrichs Ende
Da Theoderich dem Arianismus anhing, wurde er von der Kirche als Ketzer betrachtet. In seine späte Regierungszeit fiel die Hinrichtung der christlichen Philosophen Boëthius (524) und Symmachus (526) und der Tod des von ihm inhaftierten Papstes Johannes I. Das machte Theoderich für die katholischen Geschichtsschreiber zur negativen Gestalt. Als Theoderich wie Arius selbst auch an der Ruhr starb, wurde dieser Tod als Gottesstrafe dargestellt. Daraus entwickelten sich zwei Traditionen der Höllenüberlieferung, die des Vulkansturzes und des Höllenritts.
Vom Vulkansturz berichtete zuerst Papst Gregor der Große in seinen Dialogen von 593/594: Ein Einsiedler habe gesehen, wie Papst Johannes und Symmachus die Seele Theoderichs an dessen Todestag in den Liparischen Vulkan stürzten als Strafe dafür, dass er beide getötet habe.

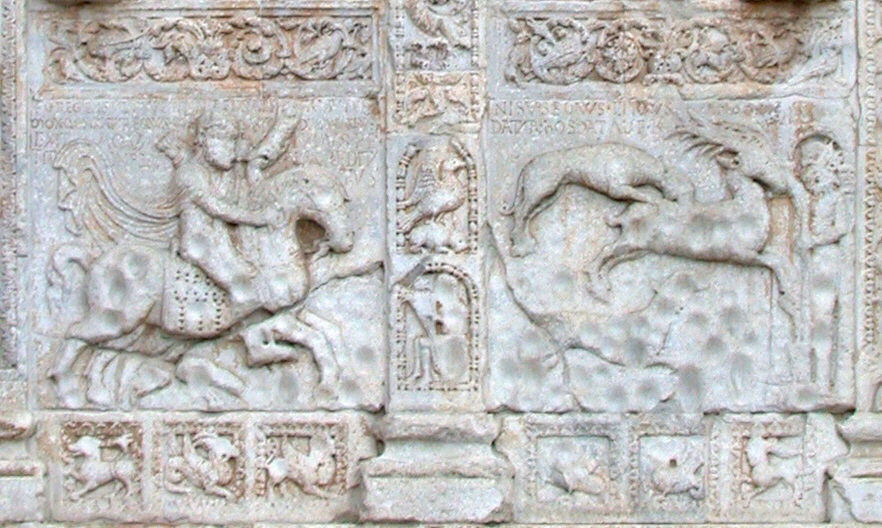
Das Reiter- und Hirschrelief am Portal der Basilika San Zeno

Als Zeugnis der Höllenritt-Überlieferung finden sich zwei Reliefplatten am Portal von San Zeno in Verona von ca. 1140, welche einen berittenen König (regem stultum) zeigen, ausgerüstet mit Jagdhorn, Falken und Hunden, der einem Hirsch folgt, der ihn geradewegs auf ein Höllentor zuführt. Zu dieser Darstellung ist nicht namentlich von Theoderich die Rede; es muss offenbleiben, ob dessen historische Verdienste mit der Apposition „törichter König“ (regem stultum) zur Entstehungszeit der beiden Reliefe so gesehen und betitelt werden konnten. Nachfolgend berichtet die Weltchronik des Otto von Freising (1143–1146) über Theoderichs Höllenritt.
In einigen Überlieferungen tritt Dietrich als ein Jäger oder auch Führer der Wilden Jagd auf. So berichtet über das Jahr 1197 die Kölner Königschronik: In diesem Jahre erschien einigen Wanderern an der Mosel ein Gespenst von riesiger Größe in menschlicher Gestalt, das auf einem schwarzen Rosse saß. Als diese von Schrecken ergriffen waren, näherte sich ihnen kühnlich die Erscheinung und ermahnte sie, keine Furcht zu haben: sie nannte sich Dietrich von Bern und kündete an, verschiedenerlei Unglück und Elend werde über das römische Reich kommen …
Die populäre Dietrichdichtung akzeptierte die Verdammung ihres Helden nicht. Sie nimmt Vulkansturz oder Höllenritt zwar als Geschehnisse in den Sagenkreis auf, deutet sie aber in einen für Dietrich positiven Sinne um:
- So wird in Zabulons Buch, einer Fortsetzung der Laurin-Sage, erzählt, dass der Vulkansturz von Dietrich nur vorgetäuscht worden sei. Dies, um zu Laurins Bruder Sinnels zu gelangen, der ihm laut Laurin ein Leben von tausend Jahren garantieren könne. Dietrich habe die Zwerge auch zu christlichem Leben bekehrt.

- Die Thidrekssaga als bedeutsamste Prosaüberlieferung erzählt zwar, dass Dietrich auf ein schwarzes Ross, das der Teufel gewesen sei, gesprungen sei. Doch König Thidrek habe Gottes und Sankt Marias Beistand gehabt, weil er bei seinem Tod ihres Namens gedachte.

- Der Wunderer berichtet, Dietrich, gesegnet von dem Fräulein, das er aus der Gewalt des Wunderers befreit hatte, sei von dem Teufelsross (ros vnrein) zwar entführt worden, lebe noch heute und müsse noch bis zum Jüngsten Tag mit Drachen kämpfen, weil Gott ihm das als Buße auferlegt habe.

Die den Heldenbüchern des Spätmittelalters nachgestellte Heldenprosa endet damit, dass von allen Helden der Sage nach großem Kampf nur noch Dietrich von Bern überlebt. Dann habe ein Zwerg den Berner fortgeführt und seitdem sei er nicht mehr gesehen worden. Dabei sagt der Zwerg zu Dietrich, „sein Reich sei nicht von dieser Welt“. Die Verwendung der an das Christuswort in Joh. 18,36 (mein Reich ist nicht von dieser Welt) erinnernden Worte kehrt den ursprünglichen Höllensturz in das Gegenteil, man denkt eher, der Zwerg wolle den Berner mit diesen Worten in den Himmel führen als in die Hölle.

## Abweichende Thesen zu den historischen und literargeschichtlichen Ursprüngen
Im Mittelalter wurden die Sagen um Dietrich von Bern vielfach als historische Begebenheiten aufgefasst. Bereits damals fielen die geschichtlichen Unmöglichkeiten auf, etwa dass Attila und Theoderich der Große nach antiken Quellen (die Gotengeschichte des Jordanes) keine Zeitgenossen waren. Frutolf von Michelsberg (siehe auch: Überlieferungsgeschichte) weist um 1100 etwa darauf hin, dass neben Erzählungen und Liedern auch Chroniken existierten, die von einer Flucht Dietrichs zu Attila sprechen und erkennt die geschichtliche Unmöglichkeit. Als Lösung des Widerspruches bietet er an, dass die Sage oder Jordanes irre oder ein anderer Theoderich und Ermanarich gemeint sein könnten. Der anonyme Verfasser der Kaiserchronik hält die Sage für unwahr und fordert „das Buch“ bringen zu lassen, das die Korrektheit der Sage belegen möchte.
Auch später wurde die Identität Theoderichs des Großen mit Dietrich von Bern bezweifelt. Laurenz Lersch, Lehrstuhlinhaber für Geschichte und Altertumskunde an der Universität Bonn, schrieb im Jahr 1842: „Es scheint zwei Sagen gegeben zu haben, eine vom rex Theodoricus in Italien, die andere vom deutschen Dietrich von Bern, die im Laufe der Jahrhunderte, namentlich zu der Zeit als die Blicke der deutschen Kaiser nach Italien gerichtet waren, zu einer einzigen zusammenwuchsen und so in ewigem Doppelschalten das Auge des Forschers necken.“ Diesen Schluss zog Lersch nach engem Gedankenaustausch mit Karl Simrock, dem Übersetzer des Nibelungenliedes ins Neuhochdeutsche. Simrock selbst äußert etwas später die gleiche Vermutung, dass es zwei Dietriche gab, einen fränkisch/rheinischen und einen gotischen. Er kam ebenfalls zu dem Schluss, dass zwei Dietriche für die Heldensage zu viel waren und so unter dem zunehmenden Übergewicht der hochdeutschen Sprache der fränkische Dietrich im gotischen aufging.
Im 20. Jahrhundert hat Otto Höfler anhand von eddischen Heldenliedern, die älter als die mittelhochdeutschen Dietrichepen datiert werden, den Erzählungsraum der Sage in Norddeutschland gesucht. Er verweist dazu auf die Gestalt Sigurð bzw. Siegfried den Drachentöter. Dessen Herkunft und Wirkungskreis wird sowohl vom Nibelungenlied als auch von der Thidrekssaga zwar im niederdeutschen Raum angegeben, jedoch ist seine aus der Sigurðarkviða in skamma wie auch aus den Atlamál übersetzte völkische Apposition „Hunne“ nach Höflers Folgerungen nicht mit dem südosteuropäischen Raum des historischen Großkhans Attila von der Theiß vereinbar. Mit der altnordisch voraussetzbaren Stammform *Hūnðz, vgl. sonst auch Húnar, Húnir, Hýnir, geht Höfler daher vielmehr von einem ethnografischen Bezug auf einen heute westfälischen Raum aus. Auch das Ältere Hildebrandslied bietet eine vergleichbar missverständliche Bezeichnung für Dietrichs Ratgeber und Waffenmeister, der nach den Worten du bıſt dır alter hun ummet ſpaher seines Sohnes Hadubrand vielmehr als „alter Hunne“ gelesen wird. Dagegen wird Hildebrands Herkunft aus der mittelhochdeutschen Dietrichepik für dessen augenscheinlich romanisches Sagenmilieu in Venedig lokalisiert, und auch für einen alternativ postulierten ostfränkisch-niederdeutschen oder altsächsischen Erzählungsraum scheidet demnach das Gebiet des heutigen Ungarns aus. Reinhard Wenskus folgt Otto Höflers Interpretation des altnordisch originär aufzufassenden Milieus für die Sagengestalt „Attila“ bzw. Atli und zeigt daneben auch für das Hunnenschlachtlied der Hervarar saga einen erzählungskontextuell plausibleren niederdeutschen bzw. niederländischen Handlungsraum auf.
Ein größeres Publikum erreichte die Vermutung, dass Dietrich von Bern nicht auf Theoderich den Großen zurückgeht, durch Heinz Ritter-Schaumburg, der eine eigene Interpretation der Thidrekssaga entwickelte. Demnach soll es sich bei Dietrich um einen Kleinkönig gehandelt haben, der sein überschaubares Reich zwischen den ripuarischen und den salfränkischen Franken hatte. Seine Hauptstadt soll Bonn gewesen sein, das in früherer Zeit auch als Verona und Bern bezeichnet wurde. Das Wappen der Stadt Bonn führt einen goldenen oder gelben Löwen auf rotem Grund und entspricht dem von Jung-Dietrich nach der Thidrekssaga. Unter dem Rom in der Sage wäre Ritters Theorie zufolge Trier an der Mosel zu verstehen, das in spätrömischer Kaiserzeit als Roma Secunda bekannt und in dieser Namensform durch ein hochmittelalterliches Stadtsiegel belegt wurde. Der Schlüssel zur Sagengeographie ist nach Ritter die durch ihn als Duna der Sage identifizierte Dhünn, an deren einstiger Mündung in den Rhein die Nibelungen den Strom überquert haben sollen, als sie nach Soest zogen. Ritter interpretiert die Dietrichsage nicht als literarische Schöpfung, sondern als historisches Dokument, wenn er das in der Thidrekssaga ausgebreitete Netz geographischer Orte als Orte annimmt, in denen diese ganzen Geschehnisse sich auch in der Realität zugetragen haben.
In der Forschung hält man mit verschiedenen Mutmaßungen an der Gleichsetzung Theoderichs des Großen mit Dietrich von Bern fest. Auf Ritters Forschung eingehend konzediert zwar Heinrich Beck, dass die in Altwestnorwegen verfasste Thidrekssaga sich im niederdeutschen Raum und in angrenzenden Bereichen abspielt, zumal die Geographie dieses Gebiets den Norwegern und hansischen Kaufleuten, die den Nordländern orale oder teilschriftliche Traditionen über nibelungische Heldenlieder und Dietrichepik überbracht haben konnten, viel vertrauter war als der oberdeutsche Bereich. Jedoch vertritt er die Auffassung, dass die Saga wesentlich aus dortigen Traditionen stammen und, ursächlich im Interesse von Stoffaneignung, auf niederdeutsche geografische Vorstellungen umgeschrieben worden sein soll. Allerdings geht auch Heinrich Beck nicht auf Ritter-Schaumburgs Historizitätsanspruch der Thidrekssaga ein, den dieser bereits generell als Antwort zu seiner Rezension von Gernot Müller erhoben hatte. Demnach begründet Ritter die postulierte kerninhaltliche Geschichtstreue der Thidrekssaga nicht mit der Forderung, wie im Wesentlichen von Beck und Müller vertreten, das Genre oberdeutscher Nibelungendichtung als dazu entscheidenden Wertungsmaßstab heranzuziehen. Vielmehr, so Ritters Auffassung, müsse die historiografische Veranlagung der altnordischen und altschwedischen Texte an den insgesamt signifikanten Widersprüchen zur Geschichtsschreibung vor allem über das nordeuropäische 5./6. Jahrhundert gemessen werden. Zum Gattungsgenre der politisierenden Darstellungen als Kerninhalte der Thidrekssaga folgt Roswitha Wisniewski Ritters Standpunkt insoweit, als „für die Gestaltungsweise der Thidrekssaga Eigenheiten kennzeichnend sind, die aus Chroniken, Historien und Gesten bekannt sind“.

## Literarhistorische Deutungen von Dietrichs Flucht
Die Textforschung entwickelte unterschiedliche Hypothesen und Standpunkte zur Klärung dieses wesentlichsten Widerspruchs in den Biografien des realgeschichtlichen ostgotischen Theoderich und Dietrich in der Heldenepik.
Walter Haug postuliert ein auch durch politische Tendenzen bedingtes „Situationsschema“, das erzählungsmotivisch – beispielsweise zu Herrschaftslegitimierung und/oder hinterfragwürdigem Dynastiewechsel – durch das „diskontinuierliche Moment“ gerechtfertigt wäre (vgl. dazu die Beziehungen zwischen Emanarich und Odoaker in Geschichte und Sage). Für den Nachweis eines derartigen Schemas, das hauptsächlich durch eine im erzähltypologischen Interesse von Motivverfestigung bedingte figürlich-genealogische Rollenaustauschbarkeit explizierbar sein soll, will Haug die Hlǫðskviða sowie Saxos Brávallaschlacht (beide Überlieferungen jedoch ohne Dietrichs Beteiligung) als bewertbare Vergleichsmaterialien zu Dietrichs Flucht und Rabenschlacht gelten lassen. Neben diesen Epen betrachtet er außerdem das indische Epos Schlacht zu Kurukshetra „um der methodischen Kontrolle wegen.“ Haug resümiert aus seinen „methodisch basierten“ Erkenntnissen, dass letztlich vor allem die Hlǫðskviða jene Querbeziehungen und Ansatzpunkte für ein Situationsschema bieten soll, das sich zur Lösung des Theoderich-Dietrich-Komplexes zumindest hypothetisch durchspielen und somit auch rechtfertigen ließe.
Norbert Wagner erwähnt in seiner Veröffentlichung über eine Wandlung von Theoderichs Eroberung zu Dietrichs Flucht zwar Haugs Erklärungsthese, kann jedoch mit dieser wenig anfangen. Wagner geht vielmehr davon aus, dass in Kenntnis von Jordanes’ legendenartiger Darstellung vom Greutungenkönig Ermanarich nur wenig später, Ende des 6. oder Anfang des 7. Jahrhunderts, „die Verkehrung Dietrichs zum Exulanten wie alsdann auch zum Neffen Ermenrichs eine lediglich nach gewissermaßen literarischen Kriterien von einem Langobarden vorgenommene Umwandlung darstellt.“ Er untermauert diese Annahme zum einen mit einem sippenbezogenen Verliererbewusstsein aus dem im Jahr 451 gescheiterten Gallienfeldzug von Attila, für dessen Sieg Theoderichs Vater und dessen Brüder Valamir und Vidimir kämpften, die Söhne des 382 im noch römischen Pannonien angesiedelten Vorfahren Vandalar. Zum anderen will er diesen Ansatz aber auch mit Motivdeutungen aus dem Nibelungenlied (Burgundenuntergang) und insbesondere dem Älteren Hildebrandslied verfestigen, das er schließlich mit diesen auf Chronistik und Heldendichtung basierenden Annahmen zu einem Kronzeugen einer langobardischen Vorstufe erhebt:
Ob nun zu alledem auch noch dessen Dichter es war, der den zu erwartenden Ermenrich durch Otacher ersetzte oder dies innerhalb der Tradierung geschah, sei dahingestellt. Für den Ablauf der Handlung bleibt diese punktuelle Aussage ohne Folge. Deren jeweils punktueller Motivierung war die geläufige Sagen-Chronologie ohnehin geopfert worden. In beiderlei Hinsicht nimmt das Hildebrandslied also eine Ausnahmestellung ein. Man wird es alsdann erst recht nicht zum Zeugnis dafür bemühen können, daß Dietrich einst vor Odoaker ins Exil gezogen sei und Ermenrich diesen in dieser Rolle abgelöst habe. Es hat sich vielmehr so verhalten, daß Dietrich, seit ihn die Heldensage ins Exil schickte, vor Ermenrich floh; Dietrichs Vertreibung wird als die dritte von dessen sippenfeindlichen Untaten dargestellt. Einzig und allein zu diesem Zweck hat man die Verkehrung des über Odoaker bei Raben einst siegreichen Dietrich in den vor Ermenrich in der Rabenschlacht zwar siegreichen, jedoch wieder ins Exil ziehenden Dietrich bewerkstelligt. Der terminus post quem für diesen Vorgang ist, wie zu ersehen war, das beginnende 7. Jahrhundert. Ein terminus ante quem wird jedenfalls dadurch gesetzt, daß der Inhalt des Hildebrandsliedes, welches spätestens zu Ende des 8. Jahrhunderts vorhanden gewesen sein muß, die Vertreibung, das Exil voraussetzt. Im 7. oder 8. Jahrhundert – eher noch im ersteren – ist somit aus dem erobernden Theoderich der exilierte Dietrich geworden. Im gleichen Zeitraum, aber natürlich im nachhinein, ist auch die Fabel des Hildebrandsliedes zustande gekommen.
Walter Haug hat zu dem von ihm entworfenen Situationsschema bereits die Frage aufgeworfen, ob man zu dessen Eruierung nicht einem Zirkelschluss unterliegen könnte. Insoweit muss auch Wagners Klärungsangebot für Dietrichs Flucht als reine Hypothese gesehen werden. Sicherlich lassen die Vorlagen- und Interpretationsverhältnisse für das im 9. Jahrhundert geschriebene Ältere Hildebrandslied und die Quellen der einige Jahrzehnte später verfassten Quedlinburger Annalen zu der von Jordanes tradierten Ermanarich-Legende eine Fluchtschema-Lösung anhand einer umwandelnden langobardischen (aber auch anderenorts generell nicht auszuschließenden) Tradition des 6. oder 7. Jahrhunderts zwar grundsätzlich zu. Allerdings fehlen zu einer solchen, natürlich von Haugs postuliertem Desiderat abgesehen, sonstige literarhistorische Spuren.
Joachim Heinzle geht zwar auf Walter Haugs wesentliche Vorstellung über ein Situationsschema als literarinterpretatives Lösungsangebot ein, nachfolgend beschränkt sich aber Heinzle unter anderem auf die Feststellung, dass wiederum letztlich aber alle Erklärungsversuche unverbindlich bleiben, und man kann nur grundsätzlich feststellen, daß sich die Umformulierung des historischen Geschehens zur Fluchtsage an einem »Situationsschema« orientierte, das – mit einem mehr oder weniger festen Motivinventar ausgestattet – aus älterer Erzähltradition geläufig war. Allerdings umschreibt oder verifiziert Heinzle diese somit transponierende Überlieferungsform bzw. deren Quelle nirgends mit weiteren Angaben. Zum Kern der Dietrichsage vertritt er andererseits die Auffassung, dass sich die „Fluchtfabel“ auf jene herausragende Begebenheit in Theoderichs Leben beziehen ließe, die mit der Begründung des italienischen Reiches der Ostgoten zu identifizieren sei – also demnach mit Vorgängen, die der Machtpolitik des römischen Kaisertums seit der Reichsteilung im Jahr 395 (samt den nachfolgenden germanischen Auseinandersetzungen) entsprächen und stoffgeschichtlich bis zur hunnischen Vernichtung von Ermanarichs Königtum zurückreichen sollen.
Andererseits stellt jedoch Elisabeth Lienert zu Dietrichs Fluchttopos fest, dass insgesamt trotz kategorialer Unterschiede zwischen heroisch-kollektiver Memoria und klerikal-lateinischer Historiographie auffällig ist, wie wenig die Fluchtepen (insbesondere die Vorgeschichte von ‹Dietrichs Flucht›) und ‹Alpharts Tod› die «geschichtliche Rückendeckung» der Theoderich-Historie suchen. Insoweit bezieht sich ihre Auffassung auf eine „kollektive Memoria“, in welcher Aktualisierungspotenzial – so in Form von Anpassungen auch für Gegenwartsbedürfnisse der Rezipienten – inhärent ist. Den dazu gegebenen Extremfall der diametralen Umkehrung der historischen Tatsachen, also der „Transformation“ des erfolgreichen Eroberers und Herrschers Theoderich in den glücklosen Exilanten Dietrich, sieht Lienert auch nicht als signifikantes Problem der mittelhochdeutschen Fluchtepen, denn den Bezug zum Gotenkönig Theoderich belegen die Chroniken, für die Dichtungen spielt er keine Rolle. Dem kollektiven Gedächtnis geht es nicht um exakte politische Konstellationen, sondern um eine Vergangenheit, die nicht Faktengeschichte, sondern Vorgeschichte der eigenen Gegenwart und Lebensform ist.

## Motive des Sagenkreises
Als Motive finden sich:
1. das Motiv des besonders gefährlichen Schwertes, das der noch junge Held erst für sich gewinnen muss – Dietrich erhält Nagelring, weil er verspricht, gegen Hilde und Grim zu kämpfen (Thidrekssaga), er erhält Eckesachs erst nach schwerem Kampf (Eckenlied). Wittich erhält als besonderes Schwert Mimung von seinem Vater Wieland.
2. der Hof mit den starken Kampfgefährten, einer Art Tafelrunde, über den die Sage mit anderen Sagen verknüpft wird, so etwa mit der von Dietleib und der von Wildeber. Besonders deutlich ist diese Parallele allerdings im schon in der Exilzeit Dietrichs spielenden Wunderer, bei dem Etzel ausdrücklich mit Artus verglichen wird.
3. das Motiv des verfolgten Mädchens, der Frauenjagd (im Wunderer und in der Virginal), das durch Dietrich (in der Virginal mit Hilfe Hildebrands) befreit wird.
4. das Motiv des Reihenkampfs, besonders im Epos Rosengarten zu Worms, aber auch im Virginal und als Episodenhandlung auch im Eckenlied.
5. das Motiv der Herausforderung: im Laurin, der Zwerg wird herausgefordert; aber auch in der Geschichte von Heime und Wittich, die beide Dietrich zum Kampfe herausfordern, bevor sie sich ihm anschließen. Im Eckenlied zieht Ecke aus, um Dietrich zum Kampfe herauszufordern.
6. das Befreiungsschema, z. B. im Laurin, der Dietleibs Schwester gefangen hält
7. das Motiv des Kampfes als getarnter Held, der ohne die üblichen Kennzeichen – mit verdecktem Schild oder in der Rüstung eines anderen – ausreitet (Alpharts Tod).
8. die Fluchtfabel aus Dietrichs Flucht. Das dazugehörige Motiv der geglückten Heimkehr ist nicht als Teil der historischen Dietrichepik übermittelt, aber in der Thidrekssaga, doch der (allerdings misslingende) Versuch der Rückkehr ist in Dietrichs Flucht wie Rabenschlacht geschildert.
9. das Treueverhältnis zwischen Herr und Gefolgschaft wie Dietrichs Flucht geschildert. Dies wird besonders durch einen Exkurs Heinrich des Voglers (der vermutlich nur diesen Exkurs, nicht das gesamte Epos verfasst hat) betont, der darauf hinweist, dass das Verhältnis zwischen Herr und Gefolgschaft auf gegenseitigem Respekt beruht. Dafür wird Dietrich von Bern als leuchtendes Beispiel gezeigt, aber auch Etzel, der seinem Gefolgsmann Dietrich den Tod seiner am Rande der Rabenschlacht gefallenen Söhne verzeiht.
10. der Figur des bösen Ratgebers in der Gestalt von Emanarichs Berater/Kanzler/Marschall Sibich, der, nachdem sein Herr seiner Frau Gewalt antut, vom treuen Sibich zum ungetreuen Sibich wird.
11. das Motiv des neidischen Verwandten, der seinen Verwandten die in früheren Erbverträgen zugesicherten Besitztümer und Länder streitig machen will.

## Überlieferungsgeschichte
Die Überlieferungsgeschichte der Dietrichsage reicht vom frühen Mittelalter (ca. 840) bis in die frühe Neuzeit (ca. 1535). Die Lebenskraft der Sage mag mit der Aura historischer Verbindlichkeit zusammenhängen. Die Sage scheint im gewissen Sinne wahrer zu sein als andere Sagen, beispielsweise Kudrun. Selbst unter manchen katholischen Würdenträgern war die Sage beliebt. So beklagt sich der Domschulmeister Meinhard in einem Brief an einen Domherrn im Gefolge des Bamberger Bischofs Gunther (1057–1065), dass Gunther nie an die Kirchenväter Augustinus oder Gregor denke, sondern immer nur an Attila und Theoderich/Dietrich (Amalangus).
Das erste schriftliche Zeugnis für das Vorhandensein von etwas, das man als Dietrichsage bezeichnen könnte, ist das althochdeutsche Hildebrandslied aus den 830er Jahren. Obwohl dieses Heldenlied nur eine Episode schildert, lässt sich erkennen, dass sich die – nicht unmittelbar auf Theoderichs historisches Leben zurückzuführende – Fabel von Dietrichs Vertreibung aus seinem angestammten Reich und einem Leben im Exil am Königshof der „Hunnen“ bereits herausgebildet hat.
Ebenfalls aus der ersten Hälfte des 9. Jahrhunderts stammt der Runenstein von Rök im schwedischen Ostergotland. Es ist dort von Theoderich als dem Helden der Märinge die Rede.
Im Exeter Book aus der zweiten Hälfte des 10. Jahrhunderts findet sich in Deors Klage auch ein Dietrich, der 30 Winter lang die Märingaburg besessen habe. Diese (rund) dreißigjährige Abwesenheit vom Heimatreich, die auch das Hildebrandslied ihrem Protagonisten zuschreibt, lässt sich für die Dauer von Dietrichs Exil jedoch nur schwach aus den mittelhochdeutschen Fluchtepen belegen.
Ebenfalls aus England stammt das in einem Handschrift-Fragment aus der Zeit um 1000 erhaltene Gedicht von Waldere, einer altenglischen Fassung der Sage von Walther und Hildegund. Hier wird erzählt, dass Theodric Widia (Wittich) ein Schwert übergeben wollte, weil Widia, Sohn Wielands, ihn aus der Gewalt von Riesen befreit hatte. Dass Dietrich in Gewalt von Riesen war, ist sonst erst in den mittelhochdeutschen Epen des 13. Jahrhunderts (Sigenot, Virginal) erzählt. Dass der Waldere-Text eine solche Episode erwähnt, zeigt, dass auch die Überlieferung der Abenteuer Dietrichs auf frühe Quellen zurückgeht und nicht erst im 13. Jahrhundert entstand.
Ebenfalls um 1000 entstanden als Teil der lateinischen Geschichtsschreibung die Quedlinburger Annalen. Es findet sich dort jene sehr wahrscheinlich später hinzugefügte Angabe über einen Theoderich, der jener Thideric de Berne sei, von dem die Illiteraten einst gesungen hätten (de quo cantabant rustici olim). Wie die Annalen berichten, soll ein „Ermanarich“, welcher als der amalische Greutungenkönig gesehen wird, Theoderich auf Anraten seines Blutsverwandten „Odoaker“ vertrieben haben. Die unter dem Einfluss eines im 6. Jahrhundert getöteten „Attila“ erwirkte Rückkehr von Theoderich steht jedoch nicht mehr in Verbindung mit dessen Vertreiber Ermanarich, sondern Odoaker, dem der Veronenser König schließlich einen Sitz im Mündungsbereich der Saale zugewiesen haben soll.
Die um die Mitte des 11. Jahrhunderts entstandene Würzburger Chronik (Chronicon Wirciburgense) folgt zunächst den Angaben der Quedlinburger Annalen über Theoderichs Vertreibung und Exil. Jener „Attila“, der nach Quedlinburger Wissen für die Wiederherstellung von Theoderichs Herrscherstatus gesorgt hatte – demnach also eine Übereinstimmung mit der Thidrekssaga auf niederdeutsch-fränkischer Erzählungsebene – wird hier allerdings nicht erwähnt. Daran anknüpfend bedient sich der Würzburger Schreiber Theoderichs historischer Chronistik und nennt insoweit auch dessen Mord an Odoaker.
Um 1100 stellt der Mönch Frutolf von Michelsberg in seiner Weltchronik fest, dass die Erzählung von Dietrichs Flucht, wie sie sich in volkssprachigem Erzählen und Gesang von Liedern und gewissen Chroniken finde, im Widerspruch zur Geschichte der Goten nach Jordanes stehe, der Ermanarich, Attila und Theoderich nacheinander, und nicht als Zeitgenossen einordnen würde.
Er bietet mehrere Erklärungsmöglichkeiten an, z. B. dass ein anderer Theoderich oder Ermanarich gemeint sei.
Otto von Freising geht in seiner Chronica sive Historia de duabus civitatibus (Mitte des 12. Jahrhunderts) noch verschärfend auf die bereits von Frutolf aufgezeigte Unzuverlässigkeit von Jordanes ein. Auch er hält die von chronistischen und volkssprachlichen Überlieferungen als historisch und zeitgenössisch dargestellten Beziehungen zwischen dem Greutungenherrscher Ermanarich, dem südosteuropäischen Attila sowie dem offenbar amalischen Theoderich für unrealistische Erzählungen: „… omnio stare non est.“
In der 1140/1150 entstandenen Kaiserchronik, dem ältesten Geschichtswerk deutscher Sprache, nennt der anonyme Verfasser die Dietrichsage eine Lüge, sie sei nicht schriftlich belegt. Wahr sei, dass Dietrich und Etzel sich nie gesehen hätten, wer etwas anderes behaupte, solle das Buch bringen (anscheinend gemeint: ein schriftlicher Beleg für die Behauptung der Dietrichsage, Etzel hätte gleichzeitig mit Dietrich gelebt). Trotzdem wird versucht, für die Erzählung der Sage eine Erklärung, jedoch wiederum mit anachronistischen Interpretationen, zu finden: So hätte der Großvater Dietrichs/Theoderichs auch Dietrich geheißen und wäre als Fürst von Meran von Etzel vertrieben worden. Dietrichs Vater Dietmar hätte Meran nach Etzels Tod wieder für sich gewonnen.
Die Sage selbst scheint sich gemäß diesen Dokumenten der christlichen lateinischen Historiographie bis zu diesem Zeitpunkt vor allem durch mündliche Überlieferung erhalten und entwickelt zu haben. Nach 1200 nimmt die Anzahl schriftlicher Zeugnisse zu.
Um 1200 wird das Nibelungenlied zu Pergament gebracht, in der Dietrich eine nicht unwichtige Rolle spielt. In der etwas später entstandenen Nibelungenklage wird in einer Nacherzählung berichtet, wie Dietrich mit Hildebrand und Herrat den beim Nibelungenkampf zerstörten Etzelhof verlässt.
In der ersten Hälfte des 13. Jahrhunderts beginnt die Überlieferung zahlreicher mittelhochdeutscher Versepen mit Dietrich als Hauptperson (Dietrichepik). Aus der Zeit bald nach 1230, spätestens gegen 1250, stammt die Handschrift der Carmina Burana, die eine Strophe des Eckenlieds überliefert. Gemäß der Tradition der Heldendichtung ist der Verfasser oder Bearbeiter bis auf zwei Ausnahmen nicht genannt.
Diese Epen wurden von Berufsrezitatoren auf Jahrmärkten und in Wirtshäusern vorgetragen. Bezeugt wird das durch eine Strophe des Marners, eines Fahrenden der Zeit um 1250, der die Wünsche seines Publikums aufzählt, die mehrheitlich dem Bereich der Dietrichsage entstammen. Trotz zunehmender Verschriftlichung darf der Anteil mündlicher Überlieferung also nicht unterschätzt werden. Doch die Besitzer der reich ausgestatteten Handschriften entstammten der Oberschicht, was die Beliebtheit der Dietrichsage beim Adel zeigt. Dafür sprechen auch die um 1400 in Schloss Runkelstein bei Bozen und Schloss Lichtenberg im Vinschgau entstandenen Wandgemälde mit Themen aus dem Bereich des Dietrichstoffes.
Ebenfalls im 13. Jahrhundert entstand in Skandinavien die umfangreiche Thidrekssaga, welche nach mehrheitlicher Forschungsauffassung die aus niederschriftlich deutschem Quellenmaterial übersetzte Lebensbeschreibung Dietrichs (Thidreks) kunstvoll mit der Geschichte anderer Gestalten der germanischen Heldensage (Attila, Wieland, Sigurd/Siegfried, Nibelungen, Walther und Hildegund) verknüpft und somit eigentlich einen ersten Zyklus deutscher Heldensagen bietet. Ebenfalls aus Altskandinavien stammt das kurze, zur Lieder-Edda gehörende Lied von Gudruns Gottesurteil, in dem sich Gudrun (Kriemhild in der Nibelungensage) von dem Vorwurf reinigt, mit Dietrich geschlafen zu haben. Ein weiteres altskandinavisches Lied, das in einer Fassung der Fornaldarsaga Ásmundar saga kappabana aus der ersten Hälfte des 14. Jahrhunderts vorliegt, ist Hildibrands Sterbelied, in welchem der im Zweikampf von seinem Halbbruder Ásmund unerkannte und tödlich verwundete Hildibrand darüber klagt, dass er unwillentlich seinen eigenen Sohn erschlagen hat.
In der ersten Hälfte des 14. Jahrhunderts setzt mit einer fragmentarisch erhaltenen rheinfränkischen Handschrift die Tradition der Heldenbücher ein. Sie schließt mit einem letzten Druck aus Frankfurt am Main 1590. In einer Handschrift und allen Drucken ist die sogenannte Heldenbuch-Prosa beigefügt, die in Form einer Chronologie alle Helden in einer Art Heilsgeschichte miteinander verbindet.
Am Ende des Mittelalters gibt es noch zwei neue Texte aus dem Bereich der Dietrichsage. Zum einen das Jüngere Hildebrandlied mit einem frühesten Handschriftfragment von 1459, vollständig im Dresdner Heldenbuch von 1472. Dieses Lied lässt den Kampf zwischen Vater und Sohn (wie auch in der Thidrekssaga) versöhnlich ausgehen. Der zweite Text ist das niederdeutsche Lied von Ermenrichs Tod, überliefert in einer Flugschrift von 1535/1545.
Nach Beginn der Neuzeit entwickelt sich der Stoff der Dietrichsage nicht mehr weiter. Vor allem die Heldenbücher werden aber als philologisches Hilfsmittel benutzt, z. B. durch Martin Opitz (1639) und Melchior Goldast (1604) für die Ausgabe mittelhochdeutscher Texte. Der Versuch Karl Simrocks, mit dem 1843–1849 erschienenen Amelungenlied die Dietrichsage ähnlich populär zu machen wie das Nibelungenlied, misslang. Die literarische Qualität insbesondere der Heldenbuch-Überlieferung war im Vergleich dazu zu gering. Im Gegensatz zum Nibelungenlied wurde die Dietrichsage aber weniger von der nationalsozialistischen Propaganda eingesetzt, zumal er ja auch nicht von Richard Wagner zur Hauptperson einer Oper gemacht worden war.
Heute beginnt man, sich von klassischen Bewertungsschemen zu befreien und beispielsweise die spezielle Qualität der Erzählstruktur der Thidrekssaga zu würdigen. Auch die drastische Sprachstilistik in Teilen der Dietrichepik wird heute mehr aus ihrer Zeit heraus verstanden. Neue kritische Ausgaben von Werken der Dietrichepik sind erschienen und werden noch erarbeitet und es werden Arbeiten über verschiedene Aspekte der Dietrichsage publiziert. Mit Heldenlärm von Wilhelm Bartsch ist auch eine Nacherzählung in moderner Sprache erschienen, die den Stoff in ganz anderer, eher ironischer Weise interpretiert.

### Übersetzungen
(vgl. Thidrekssaga)
- Christa Habiger-Tuczay (Hrsg.): Die aventiurehafte Dietrichepik: Laurin und Walberan, der jüngere Sigenot, das Eckenlied, der Wunderer / mittelhochdt. Text und neuhochdt. Übers. von Christa Tuczay. Kümmerle, Göppingen 1999, ISBN 3-87452-841-3.
- Die Thidrekssaga. Übersetzt durch Friedrich Heinrich von der Hagen. Otto Reichl Verlag, St. Goar 1989. (Neuausgabe von Hages Übersetzung des altnorwegischen Membrane genannten Urtextes von 1814)
- Die Geschichte Thidreks von Bern: Nach der Ausgabe von C. Unger. (Kristiania 1858) übertragen ins Neuhochdeutsche von Fine Erichsen (= Sammlung Thule. Band 22). Jena 1924. (Ebenfalls eine Übersetzung der Membrane, publiziert als Weblink, s. u.)
- Heinz Ritter-Schaumburg: Die Didriks-Chronik. Otto Reichel Verlag, St. Goar 1989. (Übersetzung der altschwedischen Svava-Handschrift)

### Nacherzählungen
- J. A. Ackermann: Mimung. Die Taten des Dietrich von Bern und die letzte Schlacht der Nibelungen. Nürnberg 2022, ISBN 978-3-7557-5660-6. Historienroman mit Kommentaren aus der Quellen- und Historizitätsforschung über die Thidrekssaga und altschwedische „Didrikskrönikan“.
- Wilhelm Bartsch: Heldenlärm: ein Buch um Dietrich von Bern. Mit Zeichn. von Susanne Berner (= Edition Steko. Band 8). Stekovics, Halle an der Saale 1998, ISBN 3-932863-08-9.
- Willi Fährmann: Dietrich von Bern: eine alte Sage, neu erzählt. Kinderbuch. Arena, Würzburg 1995, ISBN 3-401-01833-7.
- Hanswilhelm Haefs: Thidrekssaga und Nibelungenlied. Vergleichende Studien. Reihe: Forschungen zur Thidrekssaga. Untersuchungen zur Völkerwanderungszeit im nördlichen Mitteleuropa. (Hrsg. Thidrekssaga Forum e. V.) Band 2, Bonn 2004. (S. 76–97 enthalten eine Zusammenfassung des „Membrane“ genannten Thidreks-Pergaments (vgl. Thidrekssaga).)
- Dietrich von Bern. In: Deutsche Heldensagen. Nacherzählt von Gretel und Wolfgang Hecht (= insel taschenbuch. 345). Frankfurt am Main 1980, S. 7–95 und S. 383–387. (Ausgabe textgleich mit dem Buch gleichen Titels aus dem Insel-Verlag Anton Kippenberg, Leipzig 1969.)
- Gertrud Karg-Bebenburg: Dietrich von Bern. Roman. Tosa, Wien 1996, ISBN 3-85001-561-0.
- Auguste Lechner: Dietrich von Bern (Nacherzählung als Jugendbuch). Marix Verlag 2007.
- Günter Sachse: Dietrich von Bern Den alten Quellen nacherzählt. Mit Zeichnungen von Kurt Schmischke (Jugendbuch). W. Fischer Verlag, Göttingen 1972, ISBN 3-439-00511-9. (Enthält außerdem: „Walter und Hildegund“).
- Dietrich von Bern. (Band 1: Ruhm. Band 2: Verrat. Band 3: Rache) Comic von Peter Wiechmann und Rafael Méndez[35]

### Sekundärliteratur
- Dietrich von Bern. In: Lexikon des Mittelalters (LexMA). Band 3. Artemis & Winkler, München/Zürich 1986, ISBN 3-7608-8903-4, Sp. 1016–1021.
- Rolf Badenhausen (Hrsg.), Karl Weinand: Bonn-Bern-Verona. Theoderich der Große und Dietrich von Bern in Sage und Geschichte. Reihe: Forschungen zur Thidrekssaga. Untersuchungen zur Völkerwanderungszeit im nördlichen Mitteleuropa (Hrsg. Dietrich-von-Bern-Forum). Band 10, Bonn 2024 (Inhalt, Vorwort, Einleitung).
- Rolf Bräuer (Hrsg.): Dichtung des europäischen Mittelalters. Ein Führer durch die erzählende Literatur. Beck, München 1990, S. 133–163.
- Georg Dattenböck: Heinrich von Hag/Ofterdingen: Verfasser des Nibelungenliedes! 6. Auflage. Bautz, Nordhausen 2013.
- Hanswilhelm Haefs: Thidrekssaga und Nibelungenlied. Vergleichende Studien. Reihe: Forschungen zur Thidrekssaga. Untersuchungen zur Völkerwanderungszeit im nördlichen Mitteleuropa (Hrsg. Dietrich-von-Bern-Forum). Band 2, Bonn 2004 (Inhalt, Vorwort, Einleitung).
- Joachim Heinzle: Dietrich von Bern. In: Volker Mertens, Ulrich Müller (Hrsg.): Epische Stoffe des Mittelalters (= Kröners Taschenausgabe. Band 483). Kröner, Stuttgart 1984, ISBN 3-520-48301-7, S. 141–155.
- Joachim Heinzle: Einführung in die mittelhochdeutsche Dietrichepik. de Gruyter, Berlin / New York 1999, ISBN 3-11-015094-8.
- Susanne Kramarz-Bein: Die Þiðreks saga im Kontext der altnorwegischen Literatur (= Beiträge zur Nordischen Philologie. Band 33). Francke, Tübingen / Basel 2002, ISBN 3-7720-3096-3.
- Leander Petzoldt: Kleines Lexikon der Dämonen und Elementargeister. 3. Auflage. München 2003, ISBN 3-406-49451-X, S. 46–47.
- Hellmut Rosenfeld: Dietrich von Bern. In: Neue Deutsche Biographie (NDB). Band 3, Duncker & Humblot, Berlin 1957, ISBN 3-428-00184-2, S. 687–690 (Digitalisat).
- Helmut Rosenfeld: Dietrich von Bern. In: Reallexikon der Germanischen Altertumskunde. Band 5, Walter de Gruyter, Berlin / New York 1984, S. 425–430.
- Helmut Rosenfeld: Dietrichdichtung. In: Reallexikon der Germanischen Altertumskunde. Band 5. Walter de Gruyter, Berlin / New York 1984, S. 430–442.
- Klaus Zatloukal (Hrsg.): 2. Pöchlarner Heldenliedgespräch. Die historische Dietrichepik (= Philologica Germanica. Band 13). Fassbaender, Wien 1992.
- Heinrich Joachim Zimmermann: Theoderich der Große – Dietrich von Bern: Die geschichtlichen und sagenhaften Quellen des Mittelalters. Dissertation. Bonn 1972.